# Vittorio Adorni
Vittorio Adorni (født 14. november 1937, død 24. december 2022) var en italiensk professionel landevejscykelryter fra Parma, Emilia-Romagna. 
Højdepunktet i hans karriere, kom da han vandt Giro d'Italia i 1965 og VM i landevejscykling i 1968.